# نهائي كأس البرازيل 2004
نهائي كأس البرازيل 2004 هي المباراة النهائية من منافسة كأس البرازيل 2004، أقيمت المباراة في 2004، بين فريقي سانتو أندريه، ونادي فلامنغو، وفاز فيها سانتو أندريه، بعد أن هزم نادي فلامنغو، بنتيجة 4 - 2.

## تفاصيل المباراة
لعبت المباراة النهائية في 2004.
| سانتو أندريه | 4 -2 | نادي فلامنغو |
| ------------ | ---- | ------------ |
|              |      |              |